# 9K33 Osa
9K33 Osa (česky "vosa") je vysoce mobilní, protiletadlový raketový komplet krátkého dosahu vyvinutý v SSSR. „9K33“ je jeho označení v rámci Indexu GRAU. V kódu NATO dostal název SA-8 Gecko. Jeho exportní verze se nazývá Romb.
SA-8 byl první mobilní protivzdušný raketový systém obsahující vlastní útočné radary na jednom vozidle, které je povětšinou šestikolový BAZ-5937. Využití našel systém SA-8 i u sovětského námořnictva, konkrétně u fregat, korvet i letadlových lodí. Jeho nástupcem je moderní systém 9K330 Tor.

## Vývoj

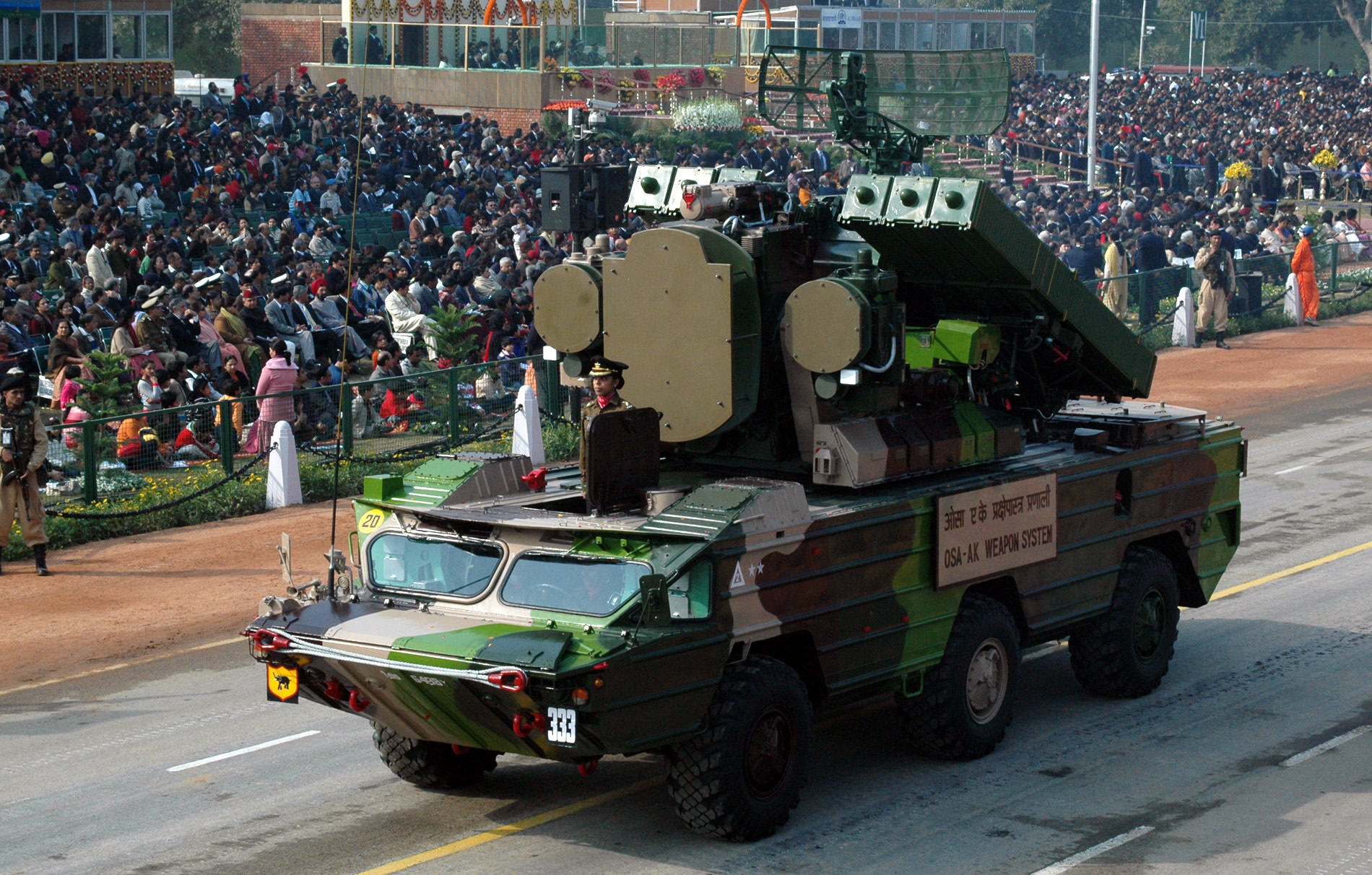
Indický systém Osa na vojenské přehlídce

Projektové práce na novém systému protivzdušné obrany začaly na počátku 60. let, kdy velení sovětské armády začalo požadovat stroj, jenž by byl schopný převážet radar, komunikační, navigační prostředky, kontrolní systémy, počítače a další zařízení v jednom vozidle. Celý projekt zprvu provázela zpoždění a technologické potíže, neboť se jednalo o první stroj takovéhoto typu a tudíž vše probíhalo stylem "pokus-omyl".
Nakonec, po testovacím období, byl systém roku 1972 přijat do služby. Vozidlo o hmotnosti 17,5 tun bylo 9,14 m dlouhé a 4,20 m vysoké a jeho osádku tvořilo 5 vojáků. Maximální rychlost činí 80 km/h.

## Design

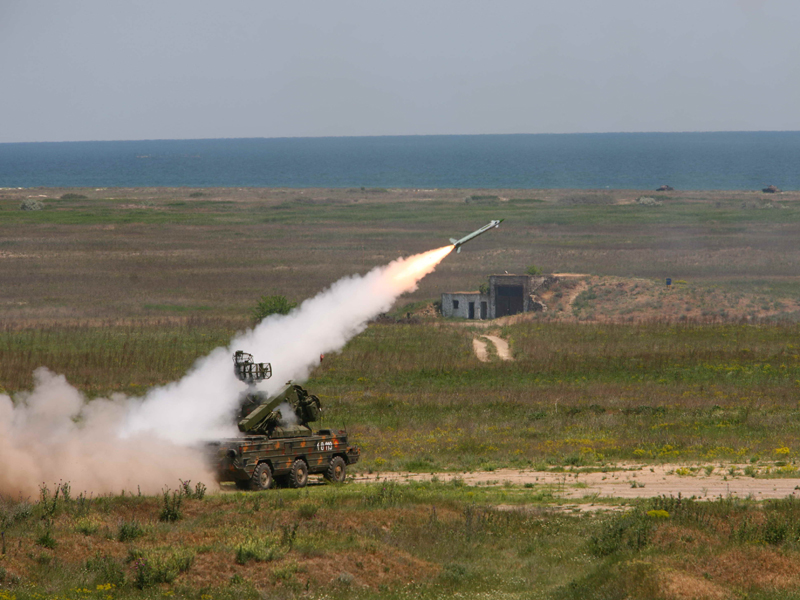
Střelba z rumunského systému Osa

Systém 9K33 je vyzbrojena 6 raketami, namontovanými na speciálním odpalovacím zařízení umístěném na střeše vozidla ve speciálních kontejnerech. Střela je naváděná rádiovým naváděcím systémem. Vozidlo může převážet 2 až 6 střel. Hlavní radar řízení palby pracuje v rozmezí 6 až 8 GHz s dosahem 30 km. 

### Modifikace
Ukrajina bránící se ruské invazi v roku 2024 vyvinula systém Osa s integrovanou původně leteckou střelou Vympel R-73 s infračerveným naváděním. Reagovala tak na nedostatek původních střel 9M33.

## Nasazení
Osa byla od dob svého vzniku de facto nasazena ve všech rozsáhlejších konfliktech. Zastřílely si během občanské války v Libyi a Angole nebo války v Perském zálivu. Zúčastnily se i války v Jižní Osetii roku 2008, kde jejích služeb využily obě bojující strany. Nasazení se dočkaly během občanské války v Jemenu a Sýrii, nebo během války v Náhorním Karabachu.

## Uživatelé

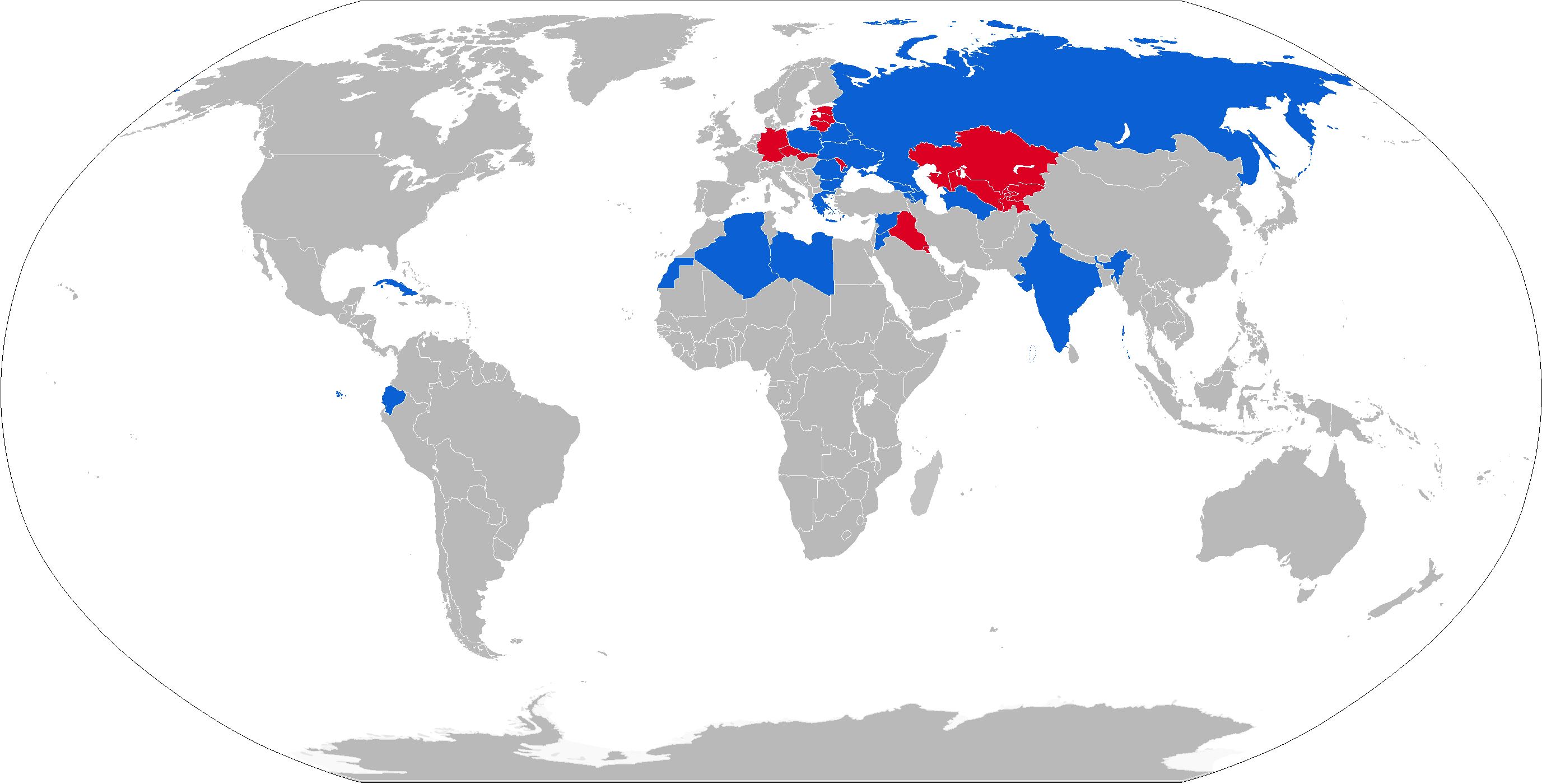
Mapa současných (modře) a bývalých (červeně) uživatelů systému 9K33 Osa.

### Současní
- Alžírsko - 24 kusů
- Arménie
- Ázerbájdžán
- Bělorusko
- Bulharsko - 24
- Ekvádor
- Gruzie
- Indie
- Jordánsko
- Kuba - 16 systémů
- Libye
- Polsko - 64, z toho 17 zmodernizováno na verzi Osa-AKM-P1 Żądło
- Rumunsko
- Rusko - přibližně 400
- Řecko - 30
- Sýrie
- Turkmenistán
- Ukrajina

### Bývalí
- Československo - po rozdělení v roce 1993 všechny systémy zůstaly v ČR, která je vyřadila ke dni 30.6. 2006 [4]
- Irák
- Kuvajt
- Sovětský svaz
- Východní Německo

## Specifikace
- Hmotnost: 170 kg
- Délka: 3,158 m
- Průměr: 0,21 m
- Rychlost: 1020 m/s [5]
- Dosah: 15 000 m
- Dostup: 12 000 m